# Branišovský vrch
Branišovský vrch (německy Branischauer Berg) je jihozápadní podružný vrchol rozložité vyvřelé kupy Třebouňského vrchu v Tepelské vrchovině, zhruba 7 km jižně od Toužimi. Vrch se nalézá mezi vesnicemi Branišov, Bezděkov a Nežichov, přičemž jeho vrcholová část náleží do katastrálního území posledně jmenované.

## Vrchol
Vrchol tvoří skalnatý hřeben, který na severní straně tvoří asi 5 m vysoký skalnatý práh. Na jeho hraně se na přelomu 18. a 19. století nacházela jedna z astronomických pozorovatelem význačného astronoma Aloise Martina Davida. Na jižním konci temene vrcholové části kopce je pěkná vyhlídka do okolní krajiny.

## Přístup
Na vrchol lze vystoupit neznačenou lesní cestou z Třebouně nebo po naučné stezce z Branišova.